# Häusling (Gemeinde Dunkelsteinerwald)
Häusling ist eine Ortschaft und eine Katastralgemeinde der Marktgemeinde Dunkelsteinerwald in Niederösterreich. Am 1. Jänner 2024 gab es in der Ortschaft 86 Einwohner.

## Geografie
Das Dorf Häusling befindet sich zwei Kilometer östlich von Gerolding und ist über die Landesstraße L106 erreichbar. In der Ortschaft liegt auch die Einzellage In der Luck'n.

## Geschichte
Im Franziszeischen Kataster von 1821 ist Häusling mit zahlreichen Gehöften verzeichnet. Laut Adressbuch von Österreich waren im Jahr 1938 in Häusling drei Gastwirte und ein Schuster ansässig.